# Abant İzzet Baysal Üniversitesi
Die Abant İzzet Baysal Üniversitesi (deutsch: Abant-Izzet-Baysal-Universität) befindet sich im türkischen Bolu, Provinz Bolu und wurde am 3. Juli 1992 gegründet.

## Fakultäten
- Fakultät für Wissenschaft und Literatur
- Fakultät für Administration und Ökonomie
- Fakultät für Bildung
- Fakultät für Medizin
- Fakultät für Ingenieurwesen und Architektur
- Fakultät für Bildende Künste

Koordinaten: 40° 42′ 51″ N, 31° 30′ 46″ O